# 2010 en chimie
Cet article présente les faits marquants de l'année 2010 en chimie.

## Évènements
- Fondation de la revue ACS Chemical Neuroscience.
- Fondation de la revue ACS Medicinal Chemistry Letters.
- Fondation de la revue Journal of Physical Chemistry Letters.
- 46ème Olympiades Internationales de Chimie, organisées à Tokyo au Japon du 19 juillet au 28 juillet[1].

## Prix
- Prix Nobel de chimie : Richard Heck, Ei-ichi Negishi et Akira Suzuki pour les réactions de couplage catalysées par le palladium en synthèse organique[2],[3].
- Prix Procter & Gamble : Moungi G. Bawendi[4]
- Prix Anselme-Payen : Thomas Heinze[5]
- Médaille Garvan-Olin : Judith Giordan[6]
- Prix Ernest-Guenther : Michael T. Crimmins[7]
- ACS Award in Pure Chemistry : Phil S. Baran[8]
- Arthur C. Cope Award : Kendall Houk[9]
- Prix Irving-Langmuir : A. Welford Castleman Jr.[10]
- Médaille Priestley : Richard Zare[11],[12],[13]
- Médaille Leverhulme : Martyn Poliakoff[14]
- Médaille Davy : Carol V. Robinson pour son utilisation novatrice et inédite de la spectrométrie de masse pour la caractérisation de grands complexes protéiques[15],[16].
- Prix Alfred-Bader : Tomas Hudlicky[17]

- Grand prix Pierre-Süe : Bruno Chaudret[18]
- Grand prix Achille-Le-Bel : Guy Bertrand et Marie-Claire Hennion[19]
- Faraday Lectureship : John Polanyi[20]
- Médaille William-H.-Nichols : Tobin J. Marks[21]

## Décès
- 15 janvier : Marshall Warren Nirenberg (né en 1927),  biochimiste américain, Prix Nobel de physiologie ou médecine en 1968.

- 8 mai : Harvey Itano (né en 1920), biochimiste américain.
- 29 juin : Marc Julia (né en 1922), chimiste français.
- 16 juillet : Jean Montreuil (né en 1920), biochimiste français.
- 31 octobre : Robert Crane (né en 1919), biochimiste américain.
- 10 décembre : John B. Fenn (né en 1917), chimiste américain, prix Nobel de chimie en 2002.